# ودپتی
ودپتی (به انگلیسی: Vedapatti) یک زیستگاه انسانی در هند است که در Coimbatore district واقع شده‌است.

## خصوصیات
ودپتی ۹٬۵۴۵ نفر جمعیت دارد.